# 斯海彭赫弗尔
斯海彭赫弗尔（荷蘭語：Scherpenheuvel，荷蘭語發音：[ˈsxɛrpə(n)ɦøːvəl]，法語發音：[mɔ̃tɛɡy] ⓘ）是比利时弗拉芒大區弗拉芒布拉班特省的一个城镇。斯海彭赫弗尔原为一独立市镇，1977年，斯海彭赫弗尔与市镇阿弗尔博德、梅瑟尔布鲁克、泰斯特尔特、卡赫芬讷和济赫姆合并为市镇斯海彭赫弗尔-济赫姆。